# Моден дизайн
Модният дизайн е област на приложното изкуство, която се занимава с дизайн на облекла и аксесоари за облекло. Дизайнер, който работи в областта на модата се нарича „моден дизайнер“.
Модният дизайн се различава от дизайна на костюми (например в областта на киното или театъра), тъй като производството му обикновено е в рамките на един или два сезона. „Сезонът“ в модата се определя като есен/зима или пролет/лято. За начало на модния дизайн обикновено се смята 19 век, когато Чарлз Фредерик Уърт зашива етикет на производителя на дрехите, които ги проектира и създава. Докато всички видове дрехи през цялата история се изучават от академичните среди в областта на дизайна на костюмите, само дрехи, създадени след 1858 г., са облекло, което влиза в модния дизайн.
Много модни дизайнери проектират дрехи и аксесоари за облекло за общо потребление, а някои, т.нар. „елитни дизайнери“, работят по поръчки на частни клиенти. Други елитни дизайнери продават продуктите си само в отделни магазини за мода или в отдели с висша мода. Повечето модни дизайнери работят за фирми в шивашката промишленост и проектират мъжки, дамски и детски облекла за масовия пазар. Произведения, които носят етикетите на известни модни дизайнери, като Келвин Клайн или Ралф Лорен, обикновено се произвеждат от дизайнерски екипи или индивидуални дизайнери, които работят под ръководството на главния дизайнер.